# WWF Over the Edge
WWF Over the Edge foi um evento pay-per-view de wrestling profissional que foi produzido pela World Wrestling Federation (WWF, agora WWE), uma promoção de wrestling profissional baseada em Connecticut. O primeiro evento foi produzido como o 22º evento In Your House em maio de 1998. Depois que a marca In Your House foi descontinuada após o evento de fevereiro de 1999, Over the Edge se ramificou como seu próprio PPV em maio daquele ano, que foi o primeiro dos eventos em sua casa para fazê-lo. No entanto, este segundo evento seria o último Over the Edge realizado devido à morte do lutador da WWF Owen Hart no evento. Em 2000, o slot pay-per-view do evento foi substituído pelo Judgment Day.
Stone Cold Steve Austin foi destaque no evento principal de ambos os eventos Over the Edge, defendendo o Campeonato da WWF em ambos. Vince McMahon também atuou como árbitro convidado especial em ambas as partidas. O primeiro evento também foi o primeiro evento pay-per-view da WWF a ter uma classificação de TV-14 nas Diretrizes Parentais da TV.

## História
Over the Edge foi realizado pela primeira vez como um evento pay-per-view (PPV) In Your House. In Your House foi uma série de PPVs mensais produzidos pela World Wrestling Federation (WWF, agora WWE) em maio de 1995. Eles foram ao ar quando a promoção não estava segurando um de seus principais PPVs e foram vendidos a um custo menor. Over the Edge: In Your House foi o 22º evento In Your House e aconteceu em 31 de maio de 1998, no Wisconsin Center Arena em Milwaukee, Wisconsin. Este primeiro evento Over the Edge também foi o primeiro evento pay-per-view da WWF a ter uma classificação de TV-14 nas Diretrizes Parentais da TV.
Depois que a marca In Your House foi aposentada após o St. Valentine's Day Massacre: In Your House em fevereiro de 1999 Over the Edge se ramificou como seu próprio PPV em maio. Foi o primeiro dos eventos In Your House a se ramificar como seu próprio PPV. Over the Edge, no entanto, seria um PPV de curta duração, pois após a morte de Owen Hart no evento de 1999, Over the Edge foi descontinuado e substituído pelo Judgment Day em 2000.

## Eventos
| 1                                                    | Over the Edge: In Your House | 31 de maio de 1998 | Milwaukee, Wisconsin  | Wisconsin Center Arena | Stone Cold Steve Austin (c) vs. Dude Love em uma luta Falls Count Anywhere pelo Campeonato da WWF com Vince McMahon como árbitro convidado especial |  |
| 2                                                    | Over the Edge (1999)         | 23 de maio de 1999 | Kansas City, Missouri | Kemper Arena           | Stone Cold Steve Austin (c) vs. The Undertaker pelo Campeonato da WWF com Vince McMahon e Shane McMahon como árbitros convidado especiais           |  |
| (c) – refere-se ao(s) campeão(s) indo para a partida |                              |                    |                       |                        | |  |